# Carlos Alberto Gomes de Jesus
Carlos Alberto Gomes de Jesus (Rio de Janeiro, 11 de dezembro de 1984) é um comentarista esportivo e ex-futebolista brasileiro que atuava como meio-campista. É irmão do também ex-futebolista Fernando.

## Carreira

### Fluminense
Atuando como meio-campista, foi revelado pelo Fluminense e subiu aos profissionais em janeiro de 2002, logo ganhando destaque. Pelo clube carioca, ficou até o final de 2003.

### Porto
Em janeiro de 2004 foi contratado pelo Porto, de Portugal. Carlos Alberto teve um início espetacular nos Dragões, chegando inclusive a marcar um gol na final da Liga dos Campeões da UEFA, na vitória por 3–0 contra o Monaco. Aos dezenove anos, cinco meses e quinze dias, tornou-se o segundo jogador mais novo a marcar um gol em uma final do principal torneio do continente europeu. O recordista é o holandês Patrick Kluivert, que tinha apenas dezoito anos quando marcou o gol do título do Ajax, em 1995, sobre o Milan.
Sob o comando de José Mourinho no Porto, Carlos Alberto chegou a ser elogiado pelo treinador e afirmou ter uma consideração recíproca pelo português. No entanto, quando treinava a Internazionale anos mais tarde, Mourinho declarou numa entrevista:
| “ | Treinei um jogador que é ainda hoje o mais jovem da história a marcar numa final da Liga dos Campeões. Tinha 18 anos. Não sei onde joga hoje. Sei que ganhou a Champions em 2004, em 2005 foi para o Corinthians, em 2006 para o Werder Bremen, em 2008 foi para o São Paulo e o Botafogo. É um jogador espetacular, absolutamente espetacular, mas não sei onde joga hoje. É significativo. | ” |

### Corinthians
Em janeiro de 2005, com a ajuda do grupo de investimentos MSI, Carlos Alberto foi comprado pelo Corinthians por 22 milhões de reais. O reforço estreou no dia 29 de janeiro, numa vitória por 1–0 sobre o América-SP, válida pelo Campeonato Paulista. Após algumas atuações irregulares e a contratação do meia Roger, o jogador acabou perdendo o posto de titular para o volante Rosinei, um jovem oriundo das categorias de base do Timão. Porém, após uma grave lesão de Roger, Carlos Alberto recuperou sua melhor forma e foi fundamental para a equipe na conquista do Campeonato Brasileiro de 2005.
Essa boa fase, entretanto, durou pouco. Mesmo com a contratação do também meia Ricardinho, Carlos Alberto manteve-se no time titular, mas sem o mesmo brilho. O Corinthians acabou eliminado da Libertadores de 2006, fez má campanha no Campeonato Paulista e teve um Campeonato Brasileiro cheio de maus resultados. No mês de outubro, em um jogo pela Copa Sul-Americana contra o Lanús, Carlos Alberto ficou irritado ao ser substituído no primeiro tempo por Emerson Leão, e assim ofendeu o treinador. Após alguns dias, o técnico decidiu afastá-lo da equipe paulista.
Gols pelo Corinthians
|     | Data                    | Local                        | Placar | Resultado | Adversário          | Gols | Competição            |
| --- | ----------------------- | ---------------------------- | ------ | --------- | ------------------- | ---- | --------------------- |
| 1.  | 20 de março de 2005     | São Paulo, Morumbi           | 2–0    | 2–0       | Palmeiras           | 1    | Campeonato Paulista   |
| 2.  | 23 de março de 2005     | São Paulo, Pacaembu          | 1–1    | 2–2       | São Caetano         | 1    | Campeonato Paulista   |
| 3.  | 8 de maio de 2005       | São Paulo, Morumbi           | 1-5    | 1–5       | São Paulo           | 1    | Campeonato Brasileiro |
| 4.  | 18 de junho de 2005     | Brasília, Mané Garrincha     | 1–0    | 4–2       | Brasiliense         | 1    | Campeonato Brasileiro |
| 5.  | 11 de setembro de 2005  | São Paulo, Pacaembu          | 2–0    | 2–0       | Atlético Paranaense | 1    | Campeonato Brasileiro |
| 6.  | 8 de outubro de 2005    | São Paulo, Pacaembu          | 3–0    | 3–0       | Fortaleza           | 1    | Campeonato Brasileiro |
| 7.  | 13 de outubro de 2005   | Santos, Vila Belmiro         | 3–2    | 3–2       | Santos              | 1    | Campeonato Brasileiro |
| 8.  | 24 de outubro de 2005   | São Paulo, Morumbi           | 1–0    | 1–1       | São Paulo           | 1    | Campeonato Brasileiro |
| 9.  | 13 de novembro de 2005  | Curitiba, Couto Pereira      | 1–0    | 1–0       | Coritiba            | 1    | Campeonato Brasileiro |
| 10. | 27 de novembro de 2005  | São Paulo, Morumbi           | 3–1    | 3–1       | Ponte Preta         | 1    | Campeonato Brasileiro |
| 11. | 29 de janeiro de 2006   | Americana, Décio Vitta       | 4–1    | 4–1       | Rio Branco          | 1    | Campeonato Paulista   |
| 12. | 25 de fevereiro de 2006 | São Paulo, Pacaembu          | 4–1    | 4–1       | Santo André         | 1    | Campeonato Paulista   |
| 13. | 21 de maio de 2006      | Rio de Janeiro, São Januário | 3–2    | 4–2       | Vasco               | 1    | Campeonato Brasileiro |
| 14. | 24 de setembro de 2006  | Porto Alegre, Beira-Rio      | 1–0    | 1–1       | Internacional       | 1    | Campeonato Brasileiro |

### Retorno ao Fluminense e Werder Bremen
Sem espaço no Timão, em janeiro de 2007 Carlos Alberto retornou ao Fluminense para a disputa do Campeonato Carioca e da Copa do Brasil. Nesta, acabou por conquistar o título de campeão.
Contratado como principal reforço do ano, o meia não correspondeu à expectativa depositada, sofreu com contusões e foi alvo de críticas por conta do seu peso. Assim, deixou o Fluminense na metade do ano e foi anunciado como reforço do Werder Bremen no dia 13 de julho. Na época, o jogador foi a contratação mais cara da história do clube, sendo negociado por 7,8 milhões de euros com o grupo MSI, detentor dos direitos econômicos do atleta. No entanto, mais uma vez Carlos Alberto não rendeu o esperado, chegou a envolver-se numa briga com o colega de time Boubacar Sanogo e acabou sendo afastado pela direção do Werder Bremen. Quando retornou, pouco atuou com o treinador Thomas Schaaf e passou a maior parte do tempo no banco de reservas. Anos depois, em novembro de 2010, foi eleito em uma lista do jornal Bild como uma das 50 piores contratações do futebol alemão.

### São Paulo e Botafogo
Em janeiro de 2008, após um período apagado na Europa, Carlos Alberto foi contratado por empréstimo pelo São Paulo, equipe que o seu irmão Fernando defendera no ano anterior. Estreou pelo Tricolor Paulista no dia 27 de janeiro, pelo Campeonato Paulista, num empate em 0–0 contra o Corinthians, seu ex-clube.
Marcou seu primeiro — e único — gol com a camisa são-paulina no dia 11 de fevereiro, contra o Santos, então treinado por seu antigo desafeto Emerson Leão, na vitória por 3–2, sendo o terceiro o seu. Logo depois, envolveu-se em brigas internas com o volante Fábio Santos e acabou afastado do elenco. O Werder Bremen, dono de seu passe, também não o quis de volta.
Foi anunciado no dia 6 de maio pelo Botafogo, chegando por empréstimo ao clube que seu pai torcia. Estreou pelo Alvinegro no dia 17 de maio, na derrota por 1–0 no Mineirão contra o Cruzeiro, em jogo válido pelo Campeonato Brasileiro. Marcou seu primeiro gol pelo Botafogo no dia 8 de junho, contra o Coritiba, pelo Campeonato Brasileiro, em jogo realizado no Engenhão. Naquele ano Carlos Alberto foi o artilheiro do time na Copa Sul-Americana, além de ser um dos principais destaques da equipe. No entanto, devido à novas polêmicas, o jogador deixou o clube antes do término de seu contrato, em meados de novembro, indo à Justiça exigir direitos trabalhistas.

### Vasco da Gama

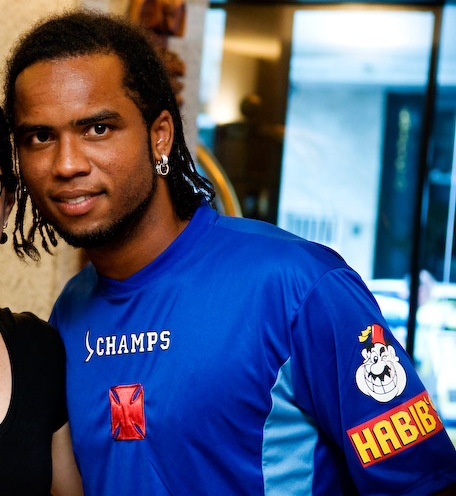
Carlos Alberto com a camisa de treino do Vasco da Gama

No início de 2009, Carlos Alberto foi emprestado pelo Werder Bremen pela terceira vez consecutiva, desta vez para o Vasco da Gama. Inicialmente chegou por um período de seis meses, com grande apoio de Roberto Dinamite, presidente do clube. Ao término deste contrato, seu empréstimo foi prolongado por mais um ano, pois o jogador manifestou ser muito feliz no clube, desejando fazer história no Vasco por muitos anos, que o acolheu de braços abertos e deu motivação ao jogador para dar a volta por cima em sua carreira.

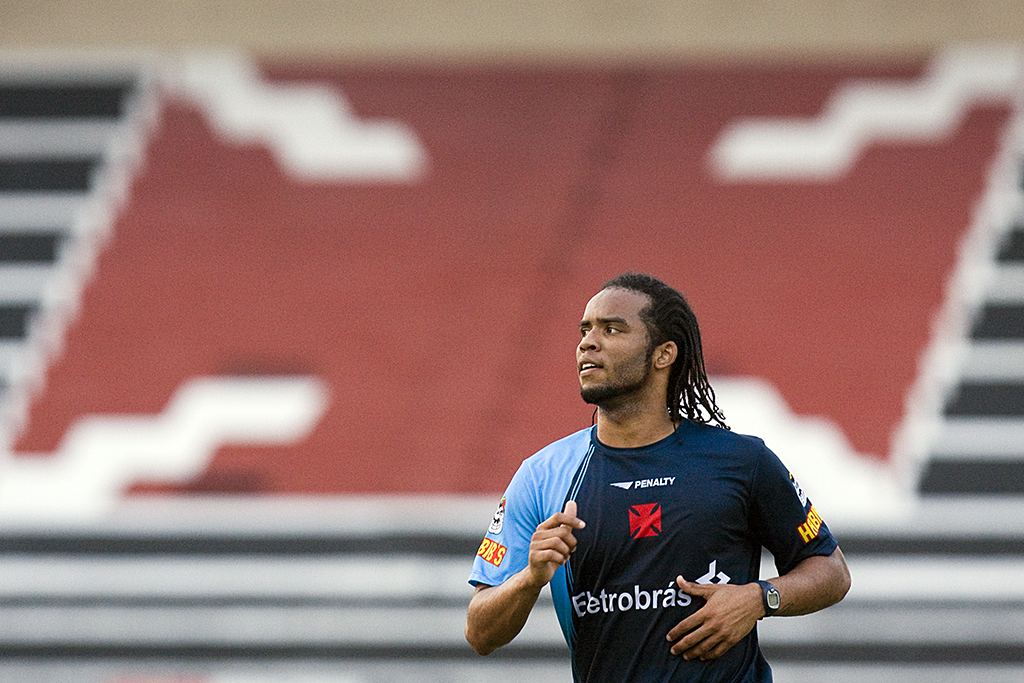
Carlos Alberto em 2010, durante treino no Vasco

Carlos Alberto era, então, o principal jogador da equipe Cruzmaltina, chegando a declarar seu amor pelo clube por diversas vezes, declarando que 2009 marcaria sua carreira e sua vida pessoal para sempre. Carlos Alberto amadureceu no Gigante da Colina e virou ídolo, abandonando sua fama de indisciplinado e polêmico para assumir a braçadeira de capitão do time treinado por Dorival Júnior e ao tornar-se a maior referência da equipe no ano de 2009 com o título da Série B, jogando com grande regularidade. Sua felicidade no Vasco foi tanta que chegou a dizer que jogaria pela equipe carioca até na Série C, se emocionando profundamente com o título do Vasco no Campeonato Brasileiro, o que consagrou o retorno do time à primeira divisão e a volta de um Carlos Alberto mais forte, maduro e feliz e vascaíno declarado. O meia também foi eleito o melhor jogador do Vasco na temporada de 2009.
Em junho de 2010, seu contrato de empréstimo ao Vasco terminou. O clube carioca negociou com o Werder Bremen e conseguiu a rescisão amigável do contrato, em troca de uma percentagem de uma futura transferência do jogador. Em julho Carlos Alberto fechou contrato com o Vasco e assinou até agosto de 2013.

### Grêmio
Após envolver-se em confusões com Roberto Dinamite, além de ter um desempenho abaixo da média no Campeonato Carioca, Carlos Alberto foi contratado pelo Grêmio no dia 4 de fevereiro de 2011, chegando para a disputa da Copa Libertadores da América. O meia assinou por empréstimo até o final do ano.
Sob justificativa de falta de adaptação, a direção do clube tricolor gaúcho decidiu dispensar Carlos Alberto no dia 28 de abril. O jogador então ficou sem clube, uma vez que o Vasco divulgou que o meia não voltaria à equipe. Segundo a diretoria do Grêmio, o jogador estava insatisfeito com a reserva e seu comportamento supostamente turbulento não teria influenciado na decisão.

### Bahia
No dia 27 de maio de 2011, Carlos Alberto foi anunciado como reforço do Bahia para a disputa do Campeonato Brasileiro. No entanto, com muitas contusões, baixo rendimento e nenhum gol marcado, o meia não quis continuar no Bahia e mais uma vez ficou sem poder retornar ao Vasco, devido às contínuas desavenças com Roberto Dinamite.

### Retorno ao Vasco
O jogador retornou ao Vasco em 2012, mas não vinha sendo aproveitado e seguiu treinando em separado. No dia 25 de março, o clube carioca anunciou o retorno de Carlos Alberto ao elenco principal, uma vez que ele estava treinando separado dos demais atletas. Por ter contrato vigente com o Cruzmaltino até junho de 2013, Carlos Alberto ficou regularizado e também foi inscrito no torneio estadual do Rio, podendo disputar o restante do Campeonato Carioca e a segunda fase da Copa Libertadores da América.
Depois de marcar dois gols nas duas primeiras partidas vascaínas na temporada 2013, feito que o jogador não realizava desde 2009, Carlos Alberto se disse inspirado pelo ex-treinador do clube Ricardo Gomes. Segundo o meia, Gomes o teria aconselhado a não se preocupar em jogar os 90 minutos de uma partida, mas apenas 60, nos quais guardaria energia para os instantes finais em campo, que seriam suficientes para que o atleta de 28 anos tivesse um desempenho superior ao de 2009.
No dia 11 de julho, o Vasco confirmou que Carlos Alberto não faz mais parte do elenco. A informação foi passada pelo presidente numa coletiva de imprensa.
| “                  | Como presidente, informo que o Carlos Alberto não vai mais fazer parte do grupo. Vamos nos reunir com os representantes dele para acertar tudo e para que ele tenha os direitos preservados. Assim, poderá seguir o caminho dele”, se antecipou Dinamite em uma pergunta sobre o atleta a Dorival Júnior. | ” |
| — Roberto Dinamite | |   |

O camisa 10 cobrava uma definição quanto ao seu futuro, já que o contrato venceria no início do próximo mês.

#### Suspensão por doping
O exame antidoping de Carlos Alberto, realizado após a partida contra do Fluminense pelo Campeonato Carioca, no dia 2 de março de 2013, indicou a presença das substâncias proibidas no esporte hidroclorotiazida e carboxi-tamoxifeno. Análise confirmada na contraprova, o jogador foi suspenso preventivamente por trinta dias, mas, em julgamento realizado no dia 22 de abril, Carlos Alberto foi absolvido pelo Tribunal de Justiça Desportiva do Rio de Janeiro (TJD-RJ) por quatro votos a um, após os auditores do processo considerarem plausível a tese da defesa de que o suplementos vitamínicos ingeridos pelo atleta haviam sido contaminados com as substâncias proibidas.

### Goiás
No dia 28 de janeiro de 2014, Carlos Alberto foi anunciado como novo reforço do Goiás. O jogador não entrava em campo desde o dia 8 de junho de 2013, quando havia disputado sua última partida pelo Vasco.
Após uma péssima passagem, teve seu contratado rescindido em maio. O meio-campista atuou em apenas seis partidas, sem fazer nenhum gol ou dar nenhuma assistência, e ainda colecionou cartões — quatro amarelos e um vermelho. Seu salário, no começo, girava em torno de 50 mil reais, podendo ser aumentado durante a Série A.

### Retorno ao Botafogo
No dia 2 de maio de 2014, acertou seu retorno ao Botafogo para a disputa do Campeonato Brasileiro e da Copa do Brasil. Na estreia, deu uma assistência. Porém, foi mal como boa parte do elenco alvinegro, atuando em apenas 14 partidas e sendo rebaixado para a Série B.

### Al Dhafra
Em janeiro de 2015, acertou com o Al Dhafra, dos Emirados Árabes, por uma temporada. Depois de assinar contrato de um ano, viajar para Abu Dhabi, ser apresentado, treinar e conversar com o treinador, o meio-campista brasileiro se deu conta de que nada havia sido honrado pela nova equipe. Então, retornou ao Brasil sem clube.

### Figueirense
No dia 23 de abril de 2015, Carlos Aberto assinou com o Figueirense por um ano. Marcou seu primeiro gol em sua estreia pela equipe, no dia 31 de maio, contra o Cruzeiro, no Estádio Orlando Scarpelli. Já no dia 1 de outubro, marcou na derrota para o Santos por 3–2, em partida válida pela Copa do Brasil.
Teve grande atuação no dia 24 de agosto de 2016, contra o Flamengo, dessa vez pela Copa Sul-Americana. Carlos Alberto aplicou uma linda caneta no lateral Chiquinho e o Figueira venceu o time rubro-negro por 4–2. Já no dia 3 de setembro, marcou um golaço contra o Fluminense na derrota por 3–2. Posteriormente marcou de pênalti contra o São Paulo, pela 24ª rodada do Campeonato Brasileiro. Entretanto, foi desligado do clube catarinense no dia 13 de setembro.

### Atlético Paranaense
No início da temporada de 2017, assinou contato com o Atlético Paranaense. Marcou um gol importantíssimo no dia 14 de maio, contra a Universidad Católica, pela Copa Libertadores da América, decretando a vitória por 3–2 fora de casa e classificando o Atlético para às oitavas de final da competição.
Em julho, após ser flagrado por torcedores em uma boate, Carlos Alberto pediu a rescisão do seu contrato com o clube.

### Aposentadoria
Aos 34 anos, anunciou oficialmente sua aposentadoria no dia 21 de junho de 2019. O jogador afirmou ao portal ge:
| “ | Decidi parar principalmente pela questão física. Por isso entendi que não posso mais dar ao futebol a performance que gostaria. Fui muito feliz, acertei mais do que errei. Vou continuar dentro do futebol. | ” |

## Seleção Nacional
Em 2001, Carlos Alberto foi convocado pela Seleção Brasileira Sub-17 para cinco amistosos.
No ano de 2003 foi convocado para a Seleção Brasileira Sub-20, onde foi campeão Sul-Americano de Futebol. No mesmo ano, vestiu a camisa da Seleção Brasileira Sub-23, onde foi vice-campeão da Copa Ouro da CONCACAF.
Teve sua única convocação para a Seleção Brasileira principal em 2005, atuando no amistoso contra a Guatemala que marcou a despedida de Romário da Seleção.

## Comentarista esportivo
Em 2018 foi contratado como comentarista da Fox Sports Brasil, canal no qual ficou até 2020, com a fusão entre a Fox e a ESPN. Também em 2020, foi contratado pontualmente pelo SBT para comentar a final do Campeonato Carioca. Em janeiro de 2022, foi contratado pela Rede Bandeirantes para integrar a nova formação da versão regional do esportivo Os Donos da Bola, na Band Rio. Em 9 de fevereiro de 2023, após ser acusado de agredir um torcedor do Flamengo, Carlos Alberto foi demitido da Band.
No dia 6 de março de 2025, acertou seu retorno ao SBT para ser um dos comentaristas do Arena SBT.

## Controvérsias
Em abril de 2024, passou a ser alvo de ação judicial para expulsão de um condomínio onde mora, localizado na Barra da Tijuca. Esse processo tem um vídeo mostrando que Carlos Alberto quebra com chutes dois retrovisores de um carro, além de discutir com um morador do condomínio. A ação tem mais de 50 ocorrências contra ele, segundo o jornalista Ancelmo Gois, colunista do jornal O Globo. De junho de 2019 a março de 2023, as denúncias foram feitas por som em volume alto, palavras ofensivas, entre outras confusões. O ex-jogador foi multado em 20 mil reais, mas as multas não foram pagas. Ainda segundo Ancelmo Gois, o veículo danificado pertenceria a ex-namorada de Carlos Alberto.

## Títulos
Fluminense
- Campeonato Carioca: 2002
- Copa do Brasil: 2007

Porto
- Primeira Liga: 2003–04
- Liga dos Campeões da UEFA: 2003–04
- Supertaça Cândido de Oliveira: 2004
- Copa Intercontinental: 2004

Corinthians
- Campeonato Brasileiro: 2005

Vasco da Gama
- Campeonato Brasileiro - Série B: 2009
- Copa da Hora: 2010

Seleção Brasileira Sub-20
- Torneio da Malásia: 2003

### Prêmios individuais
- Time do ano do Campeonato Carioca: 2009
- Jogador do ano: Melhor jogador do Vasco na temporada 2009
- Melhor meio-campo e melhor jogador do Campeonato Brasileiro - Série B: 2009